# Прага E-210
Прага E-210 је чехословачки путнички авион са четири седишта, намењен авио-такси службама. То је двомоторни висококрилни моноплан који је направљен у Фабрици авиона ЧКД Прага 1937. године.

## Пројектовање и развој
Први прототип Е-210 је конструисао инж. Јарослав Шлехта са својим тимом, а направљен је у ЧКД Прага крајем 1936. године, исте године је изложен на Париском сајму авијације (Paris Air Show 1936.). А његов први лет се догодио у фебруару 1937. Био је то висококрилни авион са потисним крилним моторима са класичним репом један вертикални стабилизатор са кормилом правца и два хоризонтална стабилизатора са кормилима дубина. Авион је због својих решења побудио велико интересовање на Париском сајму. Након летних испитивања утврђено је да је авион лоше управљив за категорију путничких авиона па је реп прерађен односно уграђена су два вертикална стабилизатора са кормилима што је били задовољавајуће мада је један прототип направљен и са три стабилизатора. Стајни трап је измењен и направљен авион са стајним трапом типа трицикл са носним точком.
До серијске производње овог авиона није дошло јер даљи развој ометен Немачком окупацијом Чешке.

## Технички опис
Авион Прага E-210 је био висококрилни конзолни моноплан са два крилна мотора и потисним елисама. Имао је затворену кабину са 4 седишта, реп са дуплираним вертикалним стабилизаторима и фиксни стајни трап. Технички описје направљен на основу података из извора.
Правоугаона конструкција од заварене челичне цеви, кљун и део кабине обложен шперплочом, а остатак трупа пресвучен платном. У трупу се налази затворена кабина за четворо седишта у два реда, са дуплим командама на предњим седиштима. Велики простор за пртљаг иза кабине, са приступом изнутра. Пространа кабина у предњем делу трупа била је опремљена великим прозорима, а зидови су били звучно и топлотно изоловани. Због удаљености мотора од кабине, кабина је била тиха и веома пријатна за путовање. Улазна врата у кабину су била са леве стране авиона.
Погонска група се састоји од два Валтер Минор 4 четвороцилиндрична ваздушно хлађена инверзна (са висећим цилиндрима)  линијска мотора снаге 85/95 KS. Мотори су постављени на носаче направљени од заварених челичних цевни. Мотори су постављени на излазним ивицама крила са дрвеним двокраким потисним елисама фиксног корака. Један заједнички резервоар за гориво се налази у средишњем делу крила а резервоари за уље у гондолама мотора. Немци су моторе Валтер Минор 4 заменили својим моторима Хиртх МХ-501А. То су били ваздушно хлађени, шестоцилиндрични редни мотори са полетном снагом од 160 KS (118 kW) што је била права мера за овај авион.
Крило је било једноделно, трапезастог облика са заобњеним крајевима. Нападна ивица крила је била закошена у односу на труп авиона (стреласта) док је излазна ивица била управна на осу трупа авиона. Конструкција крила, са две рамењаче је била дрвена са облогом од шперплоче. Носећа конструкција елерона је била од заварених челичних цеви са платненом облогом. Дрвени закрилци типа Шренк налазили су се између елерона и гондола мотора.
Тип моноплана, са дуплим вертикалним стабилизаторима и кормилима правца.  Вертикални и хоризонтални стабилизатор имају дрвену конструкцију са облогом од шперплоче. Кормила правца имају дрвене оквире обложене платном. Кормило дубине има заварене оквире од челичних цеви и платнену облогу.
Стајни трап је био фиксан (неувлачели). Првобитна варијанта је имала репни самоусмерављајући точак. Од те конструкције се одустало па је направљен стајни трап типа трицикл са предњим точком. У ногама стајног трапа су били уграђени уљно-пнеуматски  амортизери. Точкови су били од Прага Електрон материјала, са Дунлоп кочницама и нископритисним гумама.

## Верзије
- E-210 - Путнички авион са 4 седишта, покретана са 2 мотора Валтер Минор 4 снаге 2 x 63 kW (85 KS) (1937.).
- E-211 - Модел са 5 седишта, покретана са 2 мотора Валтер Минор 4-III, снаге 2 x 78 kW (105 KS) (1947.).
- E-212 - Неостварена верзија са 8 седишта.

## Оперативно коришћење
Када су немачке трупе у марту 1939. године окупирале Праг, прототип Е-210 је такође пао у немачке руке. Авион је пребачен у фабрику авиона и мотора Јункерс у Десау, где су мотори Валтер Минор замењени немачким Hirth MH-501А. То су били ваздушно хлађени, надземни шестоцилиндрични редни мотори са полетном снагом од 160 KS (118 kW), дајући Е-210 снагу која му је била потребна. Е-210 је добио Луфтвафе регистрацију NC-EQ и служио је као авион за везу до 1943. године. Шта се касније догодило са авионом није познато.

## Земље које су користиле авион
- Чехословачка
- Нацистичка Немачка